# Dixiecrat
Demokratická strana státních práv (anglicky States' Rights Democratic Party, jejíž členové jsou často označováni jako dixiecraté (anglicky Dixiecrats)) byla krátce existující segregační politická strana ve Spojených státech, která působila především na Jihu. Vznikla v důsledku jižanského regionálního rozkolu v opozici vůči členům Demokratické strany na Severu. Poté, co prezident Harry S. Truman, člen Demokratické strany, nařídil v roce 1948 integraci armády a další opatření k řešení občanských práv Afroameričanů, se mnoho bílých politiků z Jihu, kteří s tímto postupem nesouhlasili, zorganizovalo jako odštěpenecká frakce. Chtěli chránit možnost států zachovat rasovou segregaci.
Ve 30. letech 20. století došlo k politické změně, která byla z velké části způsobena politikou New Deal prezidenta Franklina D. Roosevelta. Zatímco mnoho demokratů na Jihu se přiklonilo k podpoře hospodářských zásahů, občanská práva Afroameričanů nebyla do programu New Dealu výslovně začleněna, mimo jiné kvůli kontrole Jihu nad mnoha klíčovými mocenskými pozicemi v Kongresu USA. Stoupenci převzali v několika jižních státech částečnou nebo úplnou kontrolu nad státními demokratickými stranami. Stavěli se proti rasové integraci a chtěli zachovat zákony Jima Crowa a další aspekty kodifikované rasové diskriminace tváří v tvář možnému federálnímu zásahu. Její členové byli označováni jako „Dixiecrats“, což je kontaminace ze slov „Dixie“, odkazující na jih Spojených států, a „Democrat“.
Navzdory úspěchu dixiekratů v několika státech byl Truman těsně zvolen znovu. Po volbách v roce 1948 se její představitelé většinou vrátili do Demokratické strany. Prezidentský kandidát Dixiekratů, Strom Thurmond, se v roce 1964 stal republikánem. Dixiekratové představovali oslabení "pevného Jihu". (To se týkalo kontroly Demokratické strany Jihu nad prezidentskými volbami na Jihu a většinou křesel v Kongresu, částečně díky desetiletím zbavování černochů volebního práva, které zakotvily zákonodárné sbory jižanských států v letech 1890 až 1908. Černoši byli dříve spojováni s Republikánskou stranou, než byli vyloučeni z politiky v regionu, ale během Velké migrace Afroameričané zjistili, že Demokratická strana na severu a západě více vyhovuje jejich zájmům).

## Výsledky voleb

Hlasy volitelů v roce 1948 podle států. Dixiecraté získali Louisianu, Mississippi, Alabamu a Jižní Karolínu a jeden volební hlas navíc v Tennessee (oranžově).

| Rok  | Prez. kandidát | VP                 | Počet hlasů          | %   | Volitelé |
| ---- | -------------- | ------------------ | -------------------- | --- | -------- |
| 1948 | Strom Thurmond | Fielding L. Wright | 1 175 930 (3. místo) | 2,4 | 39/531   |